# 阿佛洛狄忒
阿佛洛狄忒（羅馬化：Aphrodítē；希臘語發音：[a.pʰro.dǐː.tɛː]，希臘語發音：[a.ɸroˈdi.te̝]，希臘語發音：[a.froˈði.ti]）是希臘神話中是代表爱情、美丽与性愛的女神。拉丁语族的“金星”和“星期五”等字符都來源於她的罗马名字：阿佛洛狄忒在羅馬時期被稱作维纳斯，在希臘神話中，阿佛洛狄忒是奧林匹斯十二主神的一柱。
阿芙羅黛蒂有著古希臘最完美的身段和樣貌，象徵愛情。在帕里斯的评判中，阿芙羅黛蒂被認為是为最美麗的女神代表，获得了象征最美女神的金苹果。
由于阿芙羅黛蒂的天生丽质，使眾天神都爱慕她追求她。宙斯也追求過她但却遭到拒絕，因此宙斯一气之下把她许配給既醜陋又瘸腿的兒子火神铁匠赫菲斯托斯作他的妻子，对此不满的阿芙蘿黛蒂为了报复宙斯，使他变得风流成性，让被他所冷落的妻子希拉去惩罚他的情人和后代。阿芙羅黛蒂所爱慕的是戰神阿瑞斯，并和阿瑞斯生下愛情之神厄洛斯也就是邱比特、情欲之神安忒洛斯、有巨大陽具但身形永遠保持在孩童面貌的普里安摩斯、协调女神哈耳摩尼亚和一對雙胞胎，分別是恐怖之神佛波斯和恐懼之神戴摩斯等几个儿女。除此之外，阿芙羅黛蒂还和一些神祇和凡人育有儿女。司管美丽和优雅的美惠三女神卡里忒斯则是阿芙蘿黛蒂的随身侍女，也有的神话说美惠三女神是狄俄倪索斯和阿芙羅黛蒂的女儿。

## 人物来历
阿芙羅黛蒂的出生可以追溯到主神宙斯還沒出生的時候。普遍的說法是阿芙羅黛蒂是由天空之神烏拉諾斯的陽具拋到海中所化成的泡沫中誕生，嚴格來說她應該算是烏拉諾斯的女兒，這種說法首次出現在赫西俄德的《神谱》中。相傳克洛诺斯用鋒利的镰刀割下了父親烏拉諾斯的陰莖，然后把這不朽之物丟入大海中，随即，在阴茎的四周泛起了很多如同珍珠般的白色泡沫；阿佛洛狄忒就在這漂浮於泡沫之中的陰莖裡成長，後來被海浪冲上位在塞浦路斯的帕福斯（荷马史诗《伊利亚特》中说阿芙羅黛蒂是宙斯與狄俄涅的女儿）。刚出生的阿佛洛狄忒从海中升起的巨大貝殼中走了出来，像曙光一样洁白无瑕，她赤脚从海滩上走去，所到之處都綻放了一朵朵美丽的鲜花。
时序女神的荷赖早已在不远处等待，並为刚出生的阿芙羅黛蒂戴上了金光闪闪的冠冕，穿上了艳丽得体的服饰，还繫上了金腰带，使之更加楚楚动人。之后她坐上了一对鸽子拉的彩车离开了地面向奥林匹斯圣山上飞去，众神见到美貌非凡的阿芙羅黛蒂都绝口称赞，为之倾倒。她的美丽仿佛白昼闪烁的光芒，粉红的面颊犹如桃花，一头长长的金色卷发在闪闪发光，而水汪汪的大眼睛裡彷彿有湛蓝的海水正在起伏，因此她是众神中最受喜爱的女神。阿芙羅黛蒂的美貌无可厚非，但也引来了不少嫉妒的目光，其中以美丽而著称的天后赫拉和智慧女神雅典娜为最甚者，尤其是与赫拉互相敌对的故事层出不穷。
阿芙羅黛蒂的美貌不仅征服了奥林匹斯圣山上的众神，同时也征服了整个大自然，无论她走到哪里，哪里就有一片欢声笑语，哪里都会呈现出一番欣欣向荣的景象。但春天的景象也并不会太长，花儿也并不会永远都开不败，因为阿芙羅黛蒂所爱的阿多尼斯正是短暂春天的化身。
阿芙羅黛蒂身为爱神，但却无法支配自己的权能，因为她总是被命运捉弄着，得不到属于自己的真爱，所以人类也无法得到圆满的爱的幸福，从此人类的爱情之路上也被蒙上了猜疑、忧虑、痛苦和哀伤的阴影。阿芙羅黛蒂还拥有一条金色的爱情腰带（也有的神话说是披纱），其中隐藏着她诱惑他人的秘密，只要将腰带戴在腰上，就能增长自身的魅力，勾起他者的注意力和情欲。

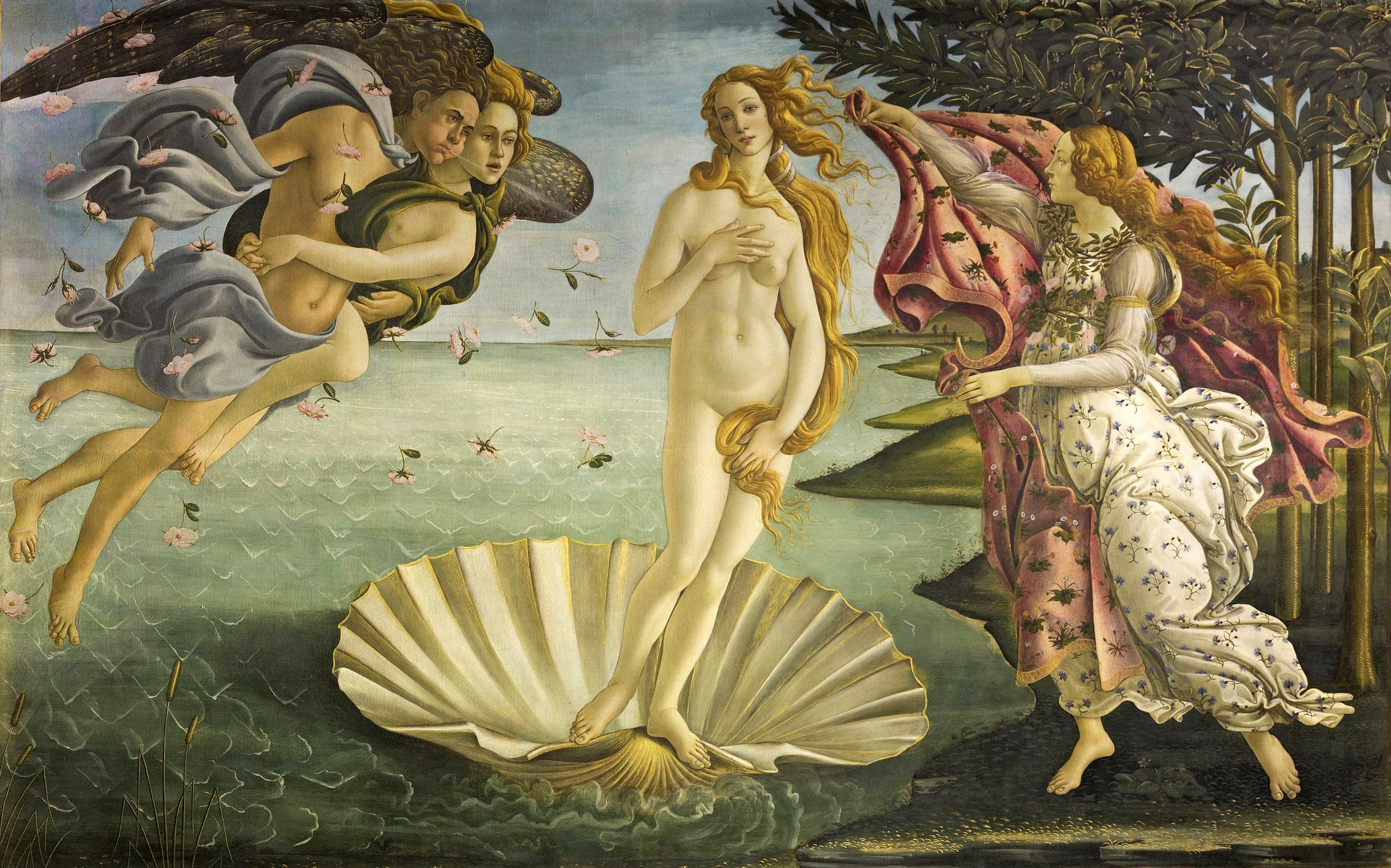
《维纳斯的诞生》是桑德罗·波提切利于1482年－1486年所绘的蛋彩画，佛罗伦萨乌菲齐美术馆藏。画中描述阿佛洛狄忒（维纳斯）诞生于大海的泡沫中，缓缓从贝壳裡升起，与春神相伴的西风之神把阿佛洛狄忒吹向海岸边，并由季节女神为她披上艳丽的斗篷。她的美具有全希腊的意义。

## 神话传说

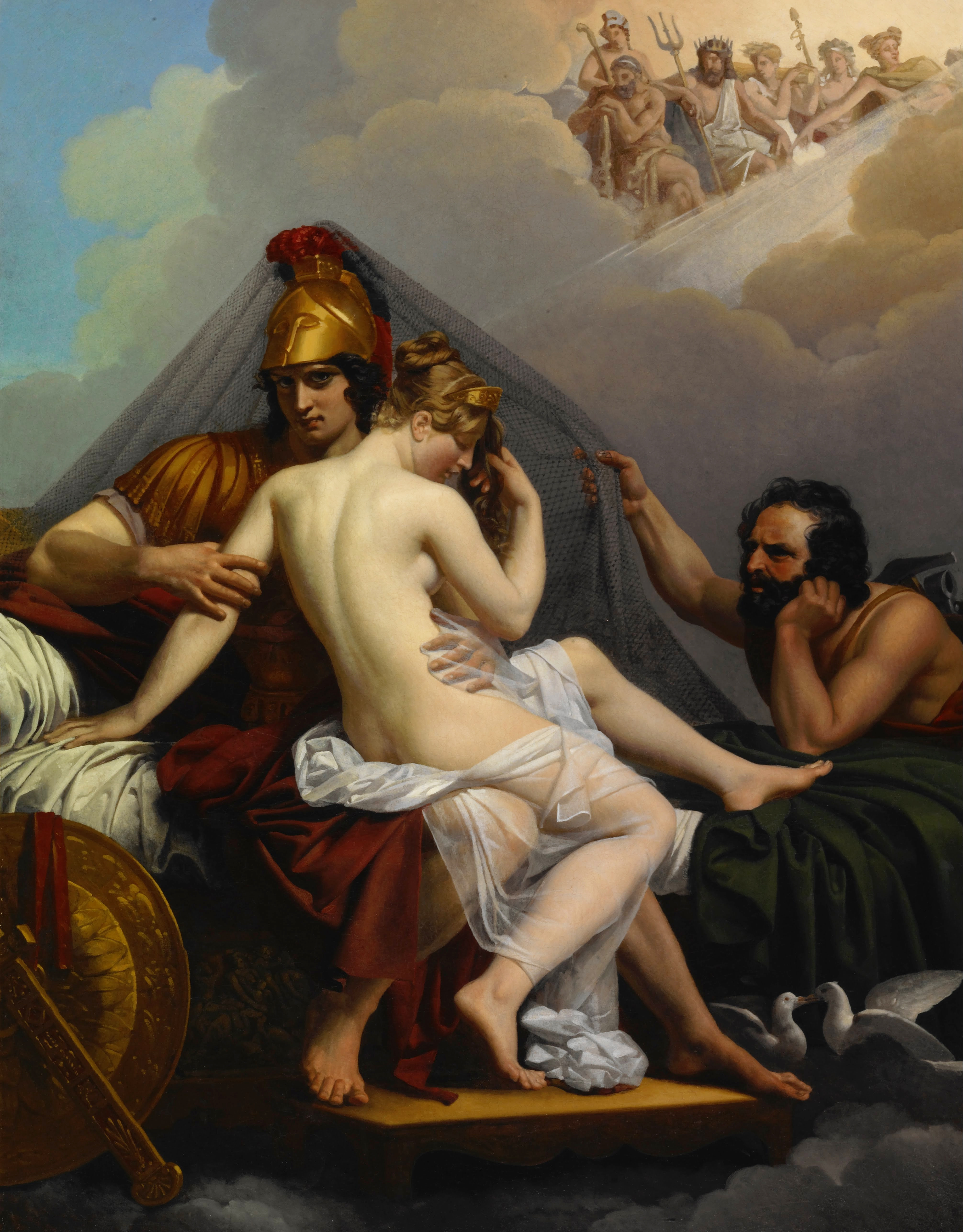
《被伏尔坎惊吓的维纳斯与玛尔斯》是亚历山大·查尔斯·古利莫特于1827年所绘的油画。

据说阿芙羅黛蒂一到达希腊后，她那倾国倾城的美貌令众神倾倒，因公然拒绝宙斯的求爱，她被迫跟瘸腿丑陋的火神铁匠赫菲斯托斯結婚。婚後她同很多神祇育有儿女，包括狄俄倪索斯与阿瑞斯等。根据《荷马史诗》第八卷中盲诗人德默多克的描述，在特洛伊战争期间，赫菲斯托斯通过太阳神赫利歐斯的警告发现妻子和阿瑞斯的關係。火神铁匠铸造了一张金网，将这对正在床上寻欢作乐的情人当场捉住。他还召来了奧林匹斯山的诸神，将他們公示于众。观看的诸神中，太阳神阿波罗问赫米斯有何感想，荷米斯大胆地说他敢用脑袋作担保，能和美丽的爱神捆绑在一起，即使多加三条铁链和众女神在场指责，他也心甘情愿。最后，海神波塞頓因为同情阿瑞斯而出面调解，甘愿为阿瑞斯做担保，才说服赫淮斯托斯放了他们。阿芙羅黛蒂回到塞浦路斯的帕福斯，在那里由美惠三女神为其沐浴和涂抹香膏。为了感谢荷米斯大胆地表达他对她的感情，她和赫耳墨斯共同育有双性同体的赫马佛洛狄忒斯；由于波塞頓出面调解，解决了她的尴尬，阿芙羅黛蒂便投其所好地为波塞頓生下一子—厄律克斯。
在阿芙羅黛蒂的众多情人中，也许美少年阿多尼斯算得上是她的摯爱。阿多尼斯最初是来自黎巴嫩的一位神祇，后来被纳入希腊神话中，在被凶狂的野猪杀害之前，他曾经成为阿芙羅黛蒂和珀耳塞福涅争夺的对象。她们激烈地争吵着，最后天神宙斯不得不出面仲裁，并判决阿多尼斯一生中的三分之一属于阿多尼斯自己支配，三分之一属于珀耳塞福涅，另外的三分之一则属于阿芙羅黛蒂。当阿多尼斯从冥府回到大地后，阿芙羅黛蒂非常担心阿多尼斯会遇到生命危险，经常劝说阿多尼斯不要外出狩猎，可年轻的阿多尼斯哪里肯听，在猎杀野猪时不幸被野猪咬伤，阿多尼斯当场倒地，鲜血染红了身边的花丛（有的神话说咬死阿多尼斯的野猪正是阿芙羅黛蒂的老情人阿瑞斯所变）。当阿芙羅黛蒂在听到阿多尼斯的呼叫声时，急忙向出事点赶去，在慌乱中阿芙羅黛蒂不慎被白玫瑰上的刺扎伤了脚，雪白的白玫瑰刹那间则变成了鲜红色。当阿芙羅黛蒂赶到阿多尼斯的身边时，阿多尼斯已经停止了呼吸。陷入悲伤中的阿芙羅黛蒂抱着阿多尼斯的尸体泪如泉涌，她的泪珠滴落在地面上后长出了一株株银莲花。

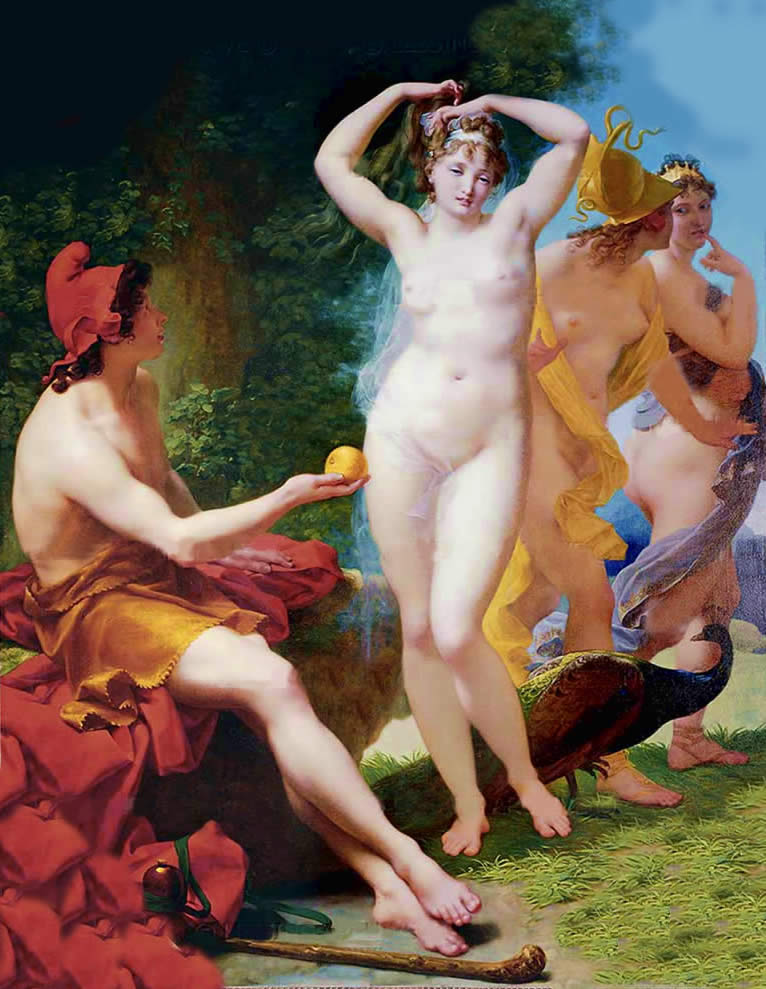
《帕里斯的评判》是让·巴蒂斯特·勒尼奥于1820年所绘的油画

《希腊神话》中天后赫拉、智慧女神雅典娜与爱神阿芙羅黛蒂进行过一次比美，而阿芙羅黛蒂则被帕里斯王子选中为最美的女神。因此得到了象徵「美麗」的金蘋果。
由于阿芙羅黛蒂个性狂野，公然背叛了赫菲斯托斯，因此再次得罪宙斯，宙斯既厌恶阿芙羅黛蒂的行为举止，但又被她的魅力所吸引，于是在宙斯的精心策劃下又让她爱上了身为凡人的安喀塞斯王子，并和他生下埃涅阿斯。在罗马神话中，维纳斯也同样深爱着安喀塞斯，并警告安喀塞斯一定要严守他们的儿子埃涅阿斯的身世秘密。然而安喀塞斯却置若罔闻，因此而遭受失明与瘸腿的惩罚。罗马女神的维纳斯通过埃涅阿斯，为一些特洛伊人指点了逃生之路，使他们在意大利重振雄风，而希腊女神的阿芙羅黛蒂却是点燃特洛伊战火（特洛伊战争）的罪魁祸首。阿芙羅黛蒂贿赂了特洛伊王子帕里斯，声称只要他承认她是最美丽的女神（金苹果事件），她将助他得到世界上最美的凡间女子海伦的爱情。因此，尽管有人说是海伦挑起了特洛伊战争，但真正的幕后者却是阿芙羅黛蒂。
在特洛伊战争期间，她与天后赫拉和智慧女神雅典娜为敌，让战神阿瑞斯与她联手一直站在特洛伊人一边，并给予帕里斯特殊的保护。当帕里斯同墨涅拉俄斯单挑时快要败下阵来的时候，阿芙羅黛蒂在暗中帮助，将他救了下来，因而又引起两军大战。由于司管情欲的美神不懂军事，后来当帕里斯快要被狄俄墨得斯杀死时，又是阿芙羅黛蒂忍着自己的伤痛挡下攻击再次把他救下来。同时在战场上，她还和阿瑞斯一同遭到赫拉与雅典娜的联手袭击，屡次败下阵来。但是尽管她一再给予特洛伊人帮助，也无法阻止特洛伊城的沦陷和帕里斯的死亡。特洛伊人战败后，正是因为她的保护，埃涅阿斯才得以身背父亲手携儿子拿着特洛伊的护城神像，从烈火熊熊的特洛伊城逃了出去，并在意大利的土地上建立了自己新的祖国，这就是罗马的维纳斯为什么成为罗马的特殊保护神的原因。后来罗马的凯撒大帝声称自己是埃涅阿斯的后裔，并尊奉维纳斯为罗马人的祖先。
在星座神话中也有阿芙羅黛蒂的故事。在众神宴会上，怪物之王泰風突然出现，因此吓得众神四处逃窜。这时候，阿芙羅黛蒂发现儿子厄洛斯不见了，她紧张的到处寻找，后来在琴台底下找到了吓得浑身发抖的厄洛斯。为了防止厄洛斯再度与她失散，阿佛洛狄忒便用一条绳子将两个人的脚绑在一起，然后变化为两条鱼跳入尼罗河中逃走了。宙斯为了纪念这次事件，就将两条鱼以这种两尾相连，永不分离的姿态升上天空，化为了现在的双鱼座。除了代表爱与美，也象征着精神与肉体的结合。

## 民间崇拜
阿芙羅黛蒂是位美丽的爱神，与远古的生育女神和养育女神有直接的联系，如哈索尔、伊西斯、伊南娜和阿斯塔蒂。有人认为阿芙羅黛蒂是腓尼基人，并且是巴比伦伊丝塔女神和叙利亚腓尼基族阿斯塔蒂女神的姐妹—伊南娜。一些传说认为，阿芙羅黛蒂出生于奶油中；也有很多传说认为当克洛诺斯将烏拉諾斯已断的阳具扔进海中的时候，阿芙羅黛蒂就从大海沸腾的泡沫中诞生了，后被海浪冲刷到了塞浦路斯岛，因此在那儿，有专门为阿芙羅黛蒂修建的神殿。
阿芙羅黛蒂被迫嫁给了火神赫菲斯托斯，而且还和其他一些神祇有过不正当的男女关系。据说除了雅典娜、阿蒂蜜絲和赫斯提亚这三大处女神外，阿芙羅黛蒂能激发所有神灵心中的情欲之火，通过其影响力把神灵们召集在一起。她的狂热信徒遍布在地中海的各地，并以这样或那样的形式，为庆祝她而举行名为“炙热情欲”的节日。柏拉图在《會飲篇》中把阿芙羅黛蒂分为两种神格的女神，即纯爱女神和性欲女神及娼妓的守护神：阿芙羅黛蒂在天上是代表高贵精神恋爱的“阿芙羅黛蒂·乌拉尼亚”，在人间是代表人人都可以拥有的庸俗肉欲爱情的“阿芙羅黛蒂·潘得摩斯”。
最初，阿芙羅黛蒂只是个生育女神，并掌管自然界中的一切事物，包括动物和植物的繁殖。有时候她也因為負責透過夢境傳遞奧林帕斯眾神的訊息（赫耳墨斯是神與神，阿波羅只負責神諭），有人将她視為給予夢的女神（非管夢，管夢另有其人），她是少數可直接使用並控制夢境與人溝通的神（沒幾個神能够做到）。
阿芙羅黛蒂也曾被尊奉为航海者的保护神，居住在海湾与海岛上的人们普遍都信奉阿芙羅黛蒂，因此她也有一些诸如此类的别称，如“海湾上的阿芙羅黛蒂”、“赐予顺风的 阿芙羅黛蒂”以及“使海洋平静的阿佛洛狄忒”等等。除此之外，在塞浦路斯、基西拉岛、斯巴达等地还把她尊奉为身披盔甲的战神，这也许是她东方的原始形象，也可以解释为她同战神阿瑞斯之间有那么密切的关系。
爱美是人们的天性，许多巫师则把阿佛洛狄忒视作最受尊敬最受崇拜的神灵。鸽子、麻雀、天鹅、山羊、猞猁和海豚都是阿佛洛狄忒的圣物。她神圣的植物包括玫瑰、罂粟、萵苣、香桃木、温柏、三叶草和水生薄荷。她的神圣之日是星期五，有关她的一些特殊节日是4月1日、4月23日和7月19日。她与黄道十二宫中的金牛宫和天秤宫有关，并影响着咽喉、肾脏及腰椎部位。

## 资料来源
- 《世界神话辞典》（鲁刚/主编、辽宁人民出版社）pp.465-466 ISBN 7-205-00960-X
- 《古希腊罗马神话鉴赏辞典》（晏立农、马淑琴/编著、吉林人民出版社）pp.23-26 ISBN 7-206-04846-3
- 《魔法师大全 - THE WITCH BOOK》（重庆出版集团） ISBN 978-7-229-02260-0
- 《欧洲神话》（希望出版社） ISBN 978-7-5379-3828-0

## 外部連結
维基共享资源上的相關多媒體資源：阿佛洛狄忒